# Helen of Troy (album)
Helen of Troy je šesté sólové studiové album velšského hudebníka a skladatele Johna Calea. Jeho nahrávání probíhalo v londýnském studiu Sound Techniques předtím a poté, co Cale v New Yorku produkoval desku Horses americké zpěvačky Patti Smith. Album vyšlo v listopadu 1975 jako jeho poslední album vydané u vydavatelství Island Records. Kromě devíti autorských písní obsahuje dvě coververze, jednu od skupiny The Modern Lovers a druhou od hudebníka Jimmyho Reeda. Stejně jako v případě předchozího alba s názvem Slow Dazzle, jež vyšlo osm měsíců před tímto, na něm Calea doprovází tři členové jeho doprovodné kapely: kytarista Chris Spedding, baskytarista Pat Donaldson a bubeník Timi Donald. Na album přispěli i další hudebníci, kteří však hrají pouze v některých písních. Album původně vyšlo bez Caleovy autorizace, což nakonec znamenalo jeho odchod od vydavatelství Island Records.

## Před vydáním

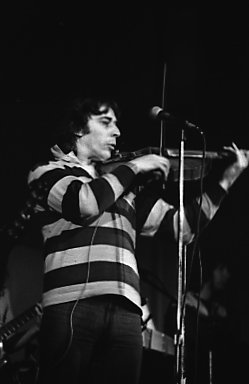
John Cale (1977)

Po vydání svého pátého alba Slow Dazzle (březen 1975) vyrazil John Cale na své vůbec první koncertní turné, při němž kromě Spojeného království vystupoval také ve Francii a Nizozemsku. V srpnu šel se svou doprovodnou skupinou do londýnského studia Sound Techniques, kde začal nahrávat písně pro své další album. Nahrávání však zanedlouho přerušil, neboť obdržel telefonát od Jane Friedman, manažerky americké zpěvačky Patti Smith, zda by neprodukoval zpěvaččino první album. Cale nabídku, hlavně z finančních důvodů, přijal. Nahrávání alba, které nakonec dostalo název Horses, probíhalo ve zbytku srpna a v září. Caleův náhlý odjezd do New Yorku, kde zpěvaččino album vznikalo, se nezamlouval vedení společnosti Island Records. Po návratu do Londýna měl Cale, již v říjnu 1975, pouhé tři dny na dokončení svého vlastního alba. Každý z těchto tří dnů pracoval Cale osmnáct hodin ve studiu. Důvodem bylo, že brzy měl zahajovat evropské turné.
Chris Spedding zpočátku předpokládal, že album bude produkovat Chris Thomas, který v té době byl členem Caleovy skupiny, a to z důvodu, aby převedl energii, kterou kapela vydávala při koncertech, na desku. Thomas však nebyl ani požádán, aby na nahrávce hrál. Producentem desky byl nakonec sám Cale. Jelikož byl Timi Donald, Caleův tehdejší bubeník, nějaký čas při nahrávání nedostupný, nahradil jej Phil Collins ze skupiny Genesis.

## Vydání
Po dokončení závěrečných prací na albu Helen of Troy odjel Cale na turné po Evropě, aniž by zkontroloval nahrávky připravené k jeho vydání. Když vystupoval v Kodani, zjistil, že jeden místní promotér dostal kopie desky. Cale si album poslechl a rozzuřil se, neboť zjistil, že zvukař John Wood upravil za Caleovými zády písně na přání vedení vydavatelství, které mělo vlastní názor na to, jak by album mělo znít. Problémem také bylo, že vydané nahrávky Cale považoval za demoverze. Zároveň společnost na album zařadila písně, které Cale osobně neměl rád. Okamžitě, jak Cale tuto verzi alba uslyšel, začal urgovat vedení vydavatelství, aby vydalo jeho verzi desky. Nedosáhl úspěchu, což mělo za následek Caleův odchod od společnosti. Zpočátku společnost chtěla, aby album neobsahovalo ani titulní píseň, která se na něj však nakonec dostala. Rovněž nesouhlasila se zařazením písně „Leaving It Up to You“, v níž byl problém se zmínkou o zavražděné herečce Sharon Tate. Ta měla být nahrazena písní „Coral Moon“. Ani to se však na původní verzi alba nestalo. Brzy po vydání alba byly jeho původní kopie staženy z obchodů, a důvodem byla právě píseň „Leaving It Up to You“. Ta byla na následujících výliscích nahrazena, a to právě skladbou „Coral Moon“. Další verze alba však opět obsahovaly píseň „Leaving It Up to You“.
Album bylo vydáno dne 14. listopadu 1975, a to pouze ve Spojeném království, nikoliv však v USA, přestože předchozí dvě Caleova alba zde společnost Island Records vydala. Na jeho předním obalu je fotografie Johna Calea, který sedí schoulený v křesle v černých kožených kalhotách a svěrací kazajce. Za ním je zrcadlo, v němž je vidět žena. Na zadní straně jsou vedle sebe tři fotografie dalších hudebníků, z levé strany: kytarista Chris Spedding, bubeník Timi Donald a baskytarista Pat Donaldson. Autorem fotografií je Keith Morris, který s Calem spolupracoval i na obalech předchozích dvou alb. Vedoucím producentem alba byl zvukař John Wood. V roce 1996 bylo album uvedeno na trh na kompaktním disku jako součást boxsetu The Island Years, který obsahuje i jeho předchozí dvě alba vydaná tímto vydavatelstvím. Roku 2008 vydalo album v reedici na gramofnové desce vydavatelství Vinyl Lovers. Na této verzi byla jak skladba „Leaving It Up to You“, tak i bonus v podobě písně „Coral Moon“. Jako poslední skladba na první straně desky se nacházela další bonusová skladba „Mary Lou“. V lednu 2013 vyšlo album album v reedici v USA u vydavatelství Culture Factory v limitované edici tří tisíc kusů.

## Skladby

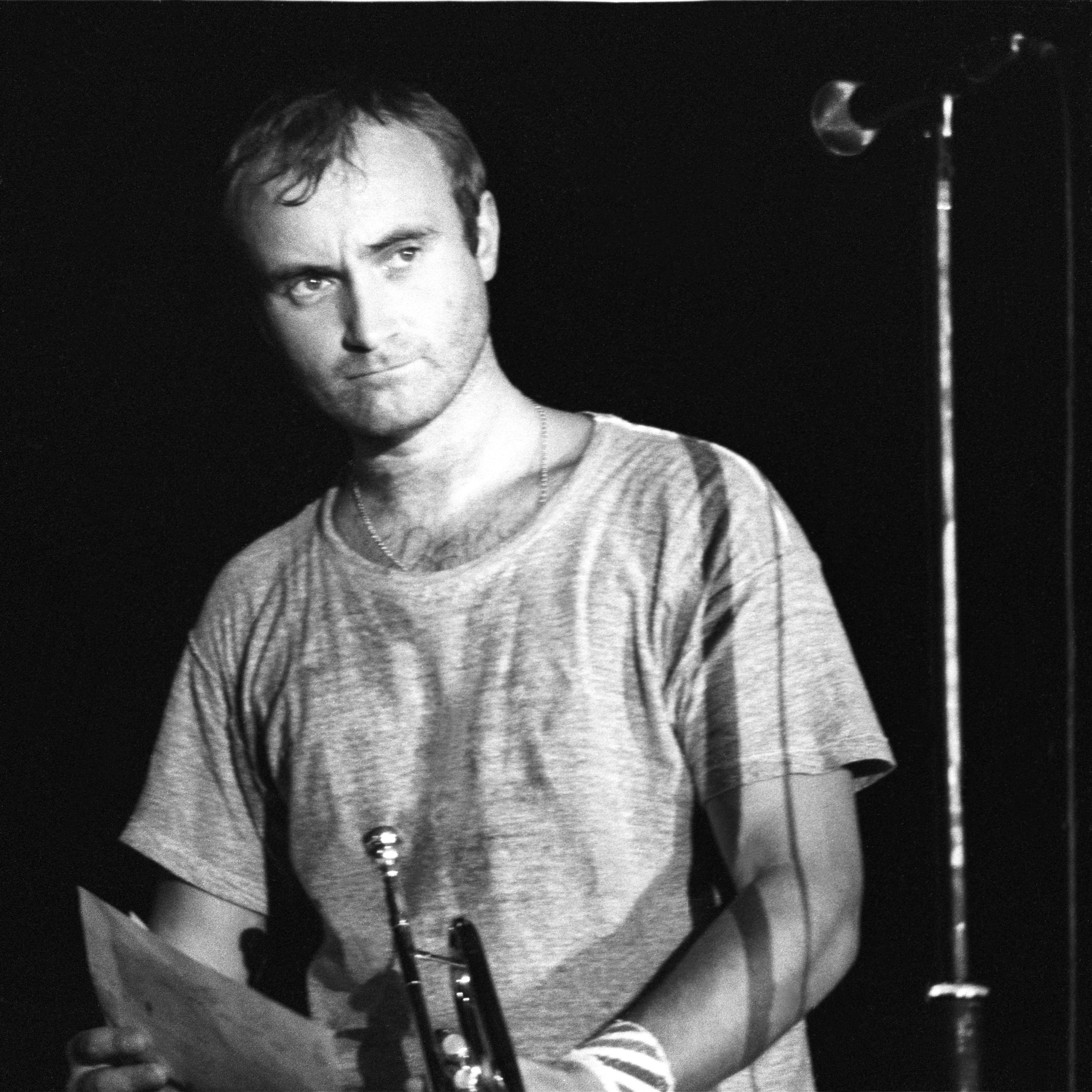
Phil Collins (1981)

Řada z písní z desky byla napsána přímo ve studiu. Album otevírá bezmála čtyřminutová píseň „My Maria“, v níž je Caleův hlas doprovázen ženským sborovým zpěvem. Píseň provází přiškrcené kytarové sólo Chrise Speddinga. Následuje titulní píseň – „Helen of Troy“, jež dosahuje délky čtyř minut a osmnácti sekund. Cale se svou kapelou píseň hráli již před vydáním alba při svých koncertech, při nichž se skladba postupně vyvíjela. Při koncertech bylo aranžmá kytary Chrise Speddinga vystavěno tak, aby nástroj zněl jako trubka. Na této nahrávce však byla místo toho použita skutečná trubka. Další změnou oproti původní koncertní verzi jsou krátké mluvené vsuvky, stejně jako syntezátor Briana Ena. Mluvenými vsuvkami přispěl Alan Courtney. Na třetí pozici se nachází mnohem jemnější píseň „China Sea“, v níž je znát vliv Briana Wilsona. V prostřední části písně se nachází klavírní (Cale) a syntezátorová (Eno) vsuvka. Na začátku písně „Engine“ doprovází Cale svůj zpěv pouze klavírem, avšak zanedlouho se atmosféra změní, a to v souvislosti s textem „I got something locked up inside me / Wanna find out what it is“ („Mám něco zamčené uvnitř sebe / Chci zjistit, co to je“), ke konci se píseň dostává do ještě většího chaosu, při němž Cale křičí. Následuje „Save Us“, s výraznou basovou linkou a prvky varhan. Se svou délkou dvou minut a dvaadvaceti sekund jde o nejkratší píseň původního alba. Inspirací pro vznik písně „Cable Hogue“ byl film Balada o Cable Hogueovi (v anglickém originále The Ballad of Cable Hogue) režiséra Sama Peckinpaha. Cale o ní řekl, že je poctou tomu, jak může „jednoduchý text pokrýt tak veliké území.“
Druhou stranu původní gramofonové desky otevírá píseň „I Keep a Close Watch“, o níž Cale – napůl vážně – vyjádřil naději, že její coververzi jednou nahraje americký zpěvák Frank Sinatra. Jde o melancholickou baladu, jejíž text obsahuje pouze dvě sloky a poslední bezmála půlminuta je čistě instrumentální. Cale v roce 1982 nahrál novou verzi písně pro své osmé album Music for a New Society. Následuje coververze písně „Pablo Picasso“, jejímž autorem je americký hudebník Jonathan Richman. Píseň byla původně nahrána v roce 1972 skupinou The Modern Lovers, přičemž producentem nahrávky byl právě John Cale. Původní verze v podání kapely The Modern Lovers vyšla až po vydání Caleovy coververze, v roce 1976. Následuje píseň „Leaving It Up to You“, jež byla v různých verzích nahrazena písní „Coral Moon“. Na předposlední pozici se nachází druhá coververze – tentokrát písně „Baby What You Want Me to Do“ od amerického hudebníka Jimmyho Reeda. Poslední písní na původním albu je „Sudden Death“. Jde o čistě studiovou píseň, kterou hudebník kvůli obtížnosti její reprodukce na pódiu nehrál při svých vystoupeních.
Během nahrávání alba Cale nahrál ještě dvě skladby, které na jeho původní verzi nevyšly: coververzi skladby „Willow Weep for Me“ od Ann Ronell a vlastní „Mary Lou“. První jmenovaná nikdy nevyšla (nahrávku vlastní společnost Island Records, nikoliv Cale) a druhá vyšla v roce 1977 na kompilaci Guts. Autorem kytarového riffu v písni „Mary Lou“ je Chris Spedding. Cale jej však neuvedl jako spoluautora a Spedding tak riff použil ve své pozdější písni „Video Life“ na svém albu Guitar Graffiti.

## Kritika
Publicista Ned Raggett ve své recenzi pro server Allmusic řekl, že „atmosféra alba jako celku je možná nejvíce kapelově orientovaná ze všech tří Islandovských desek, přičemž další aranžmá znějí spíše jako doplněk než jako podstatné částí písní.“ Svou recenzi uzavřel slovy: „Celkově lze říci, že Helen of Troy nachází Calea v jeho nejpodrážděnější náladě s fascinujícími výsledky.“ Magazín Trouser Press nahrávku označil za „poutavou, morbidní kolekci písní“ a „tmavou a bolestnou desku.“

## Podpora alba
John Cale odehrál v rámci podpory alba Helen of Troy své druhé sólové koncertní turné v Evropě. Začalo v říjnu 1975 v Nizozemsku, v listopadu pokračovalo v Belgii, Dánsku a Švédsku. Následovala nejdelší část turné, která probíhala ve Spojeném království. Po dokončení turné Cale rozpustil skupinu a odešel do USA, kde již v minulosti žil, aby zde odehrál turné s Patti Smith, přičemž následujících několik let vystupoval téměř výhradně zde.

## Seznam skladeb
Na původním vydání na LP desce bylo prvních šest skladeb na první straně a zbylé na druhé.
| Pořadí | Název                       | Autor            | Délka |
| ------ | --------------------------- | ---------------- | ----- |
| 1.     | My Maria                    | John Cale        | 3:48  |
| 2.     | Helen of Troy               | Cale             | 4:18  |
| 3.     | China Sea                   | Cale             | 2:30  |
| 4.     | Engine                      | Cale             | 2:45  |
| 5.     | Save Us                     | Cale             | 2:20  |
| 6.     | Cable Hogue                 | Cale             | 3:30  |
| 7.     | I Keep a Close Watch        | Cale             | 3:27  |
| 8.     | Pablo Picasso               | Jonathan Richman | 3:21  |
| 9.     | Leaving It Up to You        | Cale             | 2:15  |
| 10.    | Baby What You Want Me to Do | Jimmy Reed       | 4:48  |
| 11.    | Sudden Death                | Cale             | 4:37  |

## Obsazení

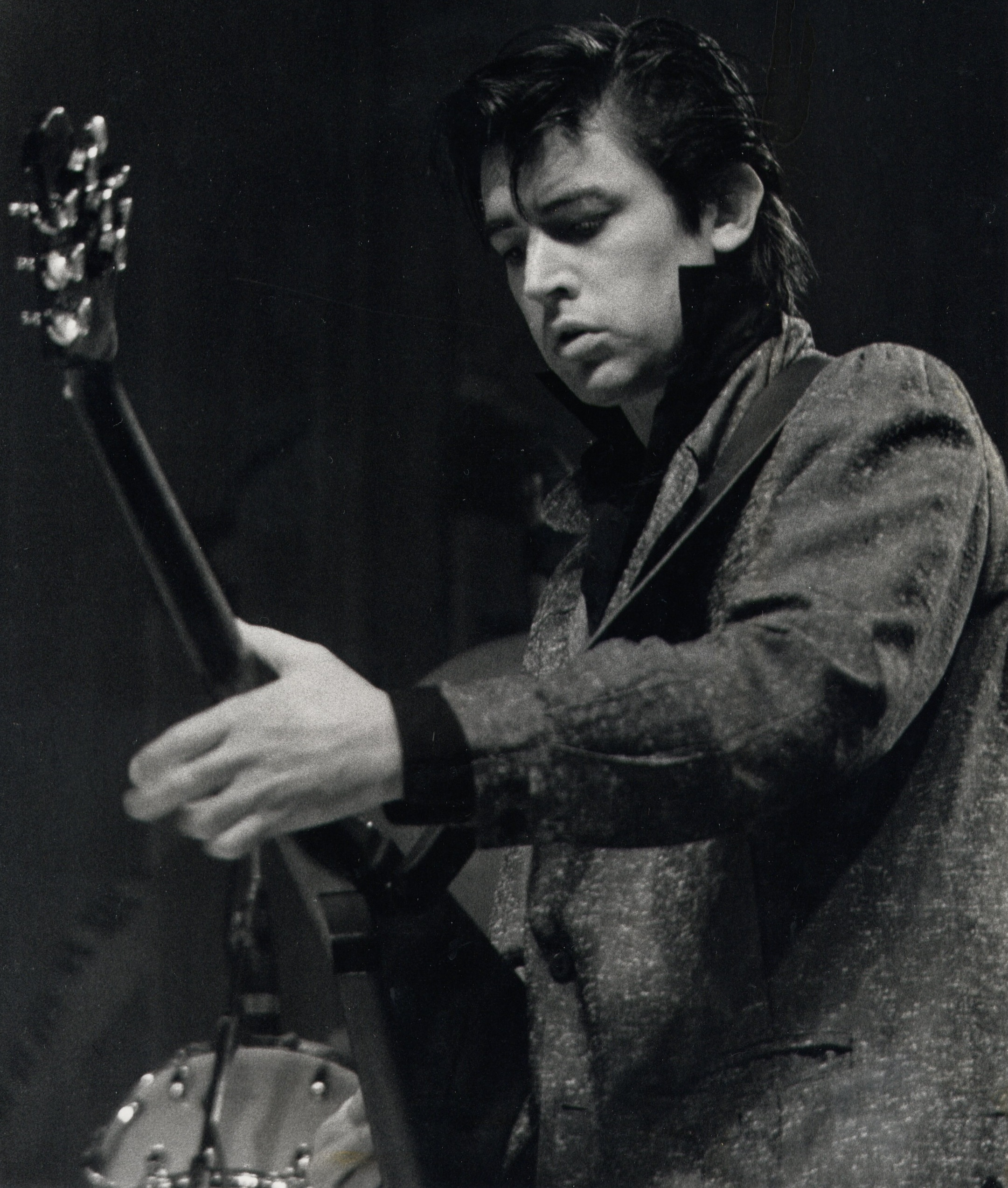
Chris Spedding (1979)

### Hudebníci
Základní sestava
- John Cale – klávesy, kytara, zpěv
- Chris Spedding – kytara
- Pat Donaldson – baskytara
- Timi Donald – bicí

Ostatní
- Phil Collins – bicí
- Brian Eno – syntezátor
- Liza Strike – doprovodné vokály v „My Maria“ (neuvedena na obalu)[16]
- neznámá osoba – trubka v „Helen of Troy“[3]
- Robert Kirby – aranžmá smyčců
- Alan Courtney – „Helen of Troy“[18]

### Technická podpora
- John Cale – producent
- John Wood – vedoucí producent
- Vic Gamm – zvukový inženýr
- Edward Barker – design obalu
- Keith Morris – fotografie obalu
- Judy Nylon – styl